# Chaetonotus pentacanthus
Chaetonotus pentacanthus is een buikharige uit de familie Chaetonotidae. De wetenschappelijke naam van de soort werd in 1981 voor het eerst geldig gepubliceerd door Balsamo. De soort wordt in het ondergeslacht Zonochaeta geplaatst.